# ۵۸ جوی
۵۸ جوی یک ستاره است که در صورت فلکی جوی قرار دارد.